# 萊恩·丹普斯特
萊恩·史考特·丹普斯特（英語：Ryan Scott Dempster，1977年5月3日—）出生於英屬哥倫比亞的塞切爾特（Sechelt），原為美國職棒大聯盟芝加哥小熊的終結者，後轉任為先發投手效力於波士頓紅襪，2014年10月9日宣布退休。

## 職業生涯

### 早期生活
丹普斯特在1995年大聯盟選秀會上第3輪第66名被德州遊騎兵選中的球員，在1996年8月8日被交易到佛羅里達馬林魚。在1998年的時候登上大聯盟，並於2002年被交易到辛辛那提紅人。2003年8月，因右手肘受傷進行尺骨附屬韌帶重建術，在11月時被紅人釋出，於隔年1月和芝加哥小熊簽下合約。2005年，丹普斯特先發6場比賽以後，取代LaTroy Hawkins擔任球隊的終結者。總計今年的35場救援機會裡面，拿下33次救援成功，他是小熊第1位也是大聯盟第3位單季擔任先發及終結者並拿下30以上救援成功的選手。10月1日，小熊和丹普斯特簽下3年1550萬美金的合約。

### 2007年－2009年
2007年球季結束以後，球隊打算讓丹普斯特改為先發投手。會有這改變是因為在今年球季期間，丹普斯特在18次救援機會裡拿下16次救援成功以後，便因傷進入15天傷兵名單，丹普斯特大聯盟初登場時便是擔任先發投手，且2008年球季預計由凱瑞·伍德及卡洛斯·馬摩爾等人競爭球隊終結者。
2008年5月15日，丹普斯特投出個人單場生涯新高的12次三振，他主投8.1局，只被擊出6支安打。7月8日，他在主場對辛辛那提紅人的比賽中拿下今年的第10勝，同時成為小熊31年來第1位在主場獲得連續10連勝的投手。球季結束以後，在201.2局的投球中，繳出17勝6敗、2.96防禦率及投出183次三振的成績。2008年的球季，丹普斯特投球的種類中，滑球的比例有32.9%，是國家聯盟先發投手裡面最多的 （页面存档备份，存于），並且有19次的在犧牲短打 （页面存档备份，存于）。9月26日，小熊在今年季後賽比賽對洛杉磯道奇的比賽，由他擔任第1場的先發投手，不過最後吞下敗投。球季結束以後，球隊和他簽下4年5200萬美金的合約。
2009年，丹普斯特繳出11勝9敗、3.65防禦率的成績。

## 外部連結
- 球員資訊和成績在MLB ，ESPN ，Retrosheet ，Baseball Reference ，Baseball Reference (Minors) ，Fangraphs ，The Baseball Cube （英文）
- Yahoo! Sports: Ryan Dempster （页面存档备份，存于）
- Interview in The Heckler[]